# Джубран, Салим
Салим Джубран (ивр. סלים ג'ובראן‎, араб. سليم جبران‎; 4 августа 1947, окрестности Хайфы, Подмандатная Палестина — 15 марта 2024) — израильский юрист, судья Верховного суда Израиля (2004—2017). Председатель Центральной избирательной комиссии Израиля с апреля 2013 года.

## Биография
Салим Джубран родился в немецкой колонии в окрестностях Хайфы, на территории Подмандатной Палестины (ныне Израиль). Его родители — арабы-христиане, потомки ливанских маронитов. Через несколько лет после его рождения семья переехала в Акко.
В 1963 году окончил среднюю школу «Терра Санта» (ивр. טרה סנטה‎) в Акко. Поступил на юридический факультет Еврейского университета в Иерусалиме, окончил его в 1968 году. В 1970 году, после двухлетней стажировки, получил лицензию на юридическую деятельность. Двенадцать лет занимался частной юридической практикой.
В июне 1982 года был назначен судьёй в мировой суд Хайфы, а в мае 1993 года перешёл на работу в окружной суд Хайфы.
В 2003 году исполнял обязанности судьи в Верховном суде Израиля. В мае 2004 года Джубран был назначен судьёй в Верховный суд, став первым арабом, постоянным членом этого суда.
10 ноября 2011 года Джубран, вместе с судьями Мирьям Наор и Эдной Арбель, отверг апелляцию бывшего Президента Израиля Моше Кацава против постановления окружного суда, признавшего его виновным в совершении двух изнасилований и ряда дополнительных половых преступлений.
В феврале 2012 года персона Джубрана привлекла к себе широкое общественное внимание, на инаугурации нового председателя Верховного суда Ашера Груниса Джубран не пел государственный гимн, в отличие от других присутствующих. Депутаты левых фракций встали на защиту Джубрана, аргументируя его нежелание петь гимн тем, что там говорится только о еврейской душе. Депутаты правых фракций осудили судью, по их мнению все граждане должны петь гимн, даже если им не нравятся его слова.
Умер 15 марта 2024 года в возрасте 76 лет.